# 붉은 손가락
《붉은 손가락》(일본어: 赤い指 아카이유비[*])는 히가시노 케이고의 추리소설이다. 카가 쿄이치로 시리즈 7번째 작품이다.
2011년 1월 3일에 이 작품을 원작으로 한 동명의 TV 드라마가 방송되었다.

## 줄거리
아내와 아들을 둔 평범한 가장 마에하라 아키오, 어느날 회사에서 일하던 그에게 아내 야에코로부터 전화가 걸려온다. 가라앉은 목소리로 빨리 집으로 와달라는 아내의 목소리가 신경쓰였던 아키오는 그 길로 곧바로 퇴근을 해서 집으로 가던도중 우연히 들른 슈퍼마켓에서 없어진 딸아이를 열심히 찾고 있는 어느 남자와 맞딱드린다. 기묘한 광경에 잠시 남자를 바라보긴 했지만 집안일이 우선이었기에 다시 몸을 돌려 제 갈길을 간다.
집으로 돌아온 아키오에게 야에코는 정원에 내놓은 검은 비닐을 보여준다. 비닐안에 있던건 낯모르는 여자아이의 시체. 아키오는 머리가 하얗게 비어버렸고 겨우 정신을 차린뒤 상황파악을 한다. 아들 나오미가 모르는 여자애를 멋대로 집에 데려온것도 모자라 말을 안듣는다며 목졸라 살해한 것이다. 하나뿐인 아들이 살인을 저질렀다는 사실에 엄청난 충격을 받은 부부는 신고문제를 놓고 갈등하다 결국 시체를 근처 공원에다 유기하는 것으로 일차적인 마무리를 한다.
하지만 곧 부부가 사는 동네는 여아시체유기사건의 조사대상이 되었고 부부의 집에도 형사가 찾아온다. 두사람은 미리 준비해둔 거짓말을 늘어놓으며 형사와 보이지 않는 심리전을 시작한다.

## 등장인물

### 가가 일가
- 가가 교이치로

본 시리즈의 주인공이자 사건 담당자. 여기선 30대 후반으로 나온다. 아키오의 거짓말을 곧이곧대로 받아들이는 마쓰미야와는 달리 베테랑 형사의 직감으로 그를 수상하게 여긴다. 그리고 여러 가지 정황을 통해 진범이 나오미라는 사실을 알았지만 무작정 용의자들을 체포하기보다는 스스로 자수하도록 만드는 방식을 택하며 사건의 진상을 밝혀나가기 시작한다.
- 마쓰미야 슈헤이

가가의 아버지 다카마사의 여동생 카츠코가 낳은 가가의 사촌동생. 어릴때부터 여동생과 조카를 살뜰하게 챙기는 외삼촌을 친아빠처럼 좋아하고 따랐고 장래희망도 외삼촌의 직업인 형사를 택했다. 가가하고는 몇번 만났지만 나이차가 많고 왕래도 없는데다 아버지가 입원했는데도 얼굴한번 안비추는 그에게 적잖이 화가 나있기까지 한 터라 어색하기만 했다. 그래서 고바야시 주임으로부터 가가와 파트너 제의를 받았을 때도 난색을 표했지만 결국 공적인 관계로만 지내기로 한다. 다니는 내내 어색함과 무관심은 여전했지만 오랜 경험에서 나오는 예리한 추리력과 관찰력만큼은 한수접고 인정해준다.
- 가가 다카마사

가가의 아버지. 생전 일만 하느라 가정을 전혀 돌보지 않아 아내는 집을 나갔고 아들하고의 관계도 소원해진 상황이다. 이후 조금이나마 이를 속죄하는 뜻에서 여동생과 조카를 살뜰하게 챙겨주고 있었다. 어느날 지병을 얻어 앓아눕게 됐는데 무슨 이유에서인지 가가는 좀처럼 아버지의 문병오는 일이 없다.
- 마쓰미야 카츠코

다카마사의 여동생이자 슈헤이의 엄마. 유부남과의 불륜으로 아이가 태어났고 본처와 이혼하려던 남편은 끝내 이혼에 실패하고 화재사고로 죽어버린다. 이후 홀로 일과 육아를 병행하며 고생길을 걷다 오빠의 도움으로 제대로된 일자리를 얻게 된다.

### 마에하라 일가
- 마에하라 아키오(47세)

마에하라 집안의 가장. 전형적인 가부장적인 이미지로 한번도 가정을 살갑게 돌아보는 법이 없었다. 어느날, 하나뿐인 아들이 살인을 저질렀다는 사실에 엄청난 충격을 받는다. 이후 아내와 짜고 사건을 은폐하기 시작했지만 곧 덜미가 잡히기 시작한다. 하지만 그는 사건을 무마하기 위해 엄청난 아이디어를 내놓는다.
- 마에하라 야에코

아키오의 아내. 처음에는 시댁과의 왕래가 많은 편이었지만 어느 순간, 시어머니와 마찰이 생겼고 이후 두번다시 시댁에 가지 않으며 시댁일을 남일보듯 본다. 아들에 대한 사랑이 지나칠 정도로 남달라 자해까지 서슴지 않으며 경찰에 살인사건을 신고하려는 남편을 뜯어말린다. 이후 아들을 위해서라면 자신이 모든 죄를 뒤집어쓰는 것 생각도 마다치 않는다.
- 마에하라 나오미(17세)

아키오와 야에코의 아들. 친구도 없이 방안에서 게임만 하는 게임폐인. 상전처럼 떠받들면서 자란 탓에 매우 삐뚤어진 생각을 가지고 있으며 어린 여자아이들에게 성적인 관심을 보이는 경향이 있다. 모르는 여자애를 데려와 살인을 저지른것도 그 이유. 이후 자신의 잘못을 자각하고 반성하기는커녕 모든일을 부모에게 떠넘기고 태연하게 게임만 계속하고 있었다. 나중에 모든 범죄가 들통나고 경찰서에서 조사를 받게 됐을 때도 끝까지 자신을 보호해주지 않은 엄마아빠를 원망한다.
- 마에하라 마사에

아키오의 노모. 젊은시절, 남편이 치매를 앓다 세상을 떠난후 자신도 치매에 걸려 아들의 집에서 얹혀살게 됐지만 말이 좋아서 같이 사는 것이지 실은 외면당하고 방치되어 가고 있었다. 어느날 여아살인혐의로 체포되어 구치소로 향하게 된다.
- 다지마 하루미

아키오의 여동생. 가정에 무관심한 오빠때문에 오빠가 해야할 가장노릇을 전부다 떠맡고 있다. 특히 시댁일을 남일처럼 여기는 올케언니 야에코를 굉장히 싫어한다. 집에 형사들이 오고나서야 사건을 알게 됐고 이때 오빠가 일을 바로잡기는커녕 더큰 사고를 벌였다는 사실에 단단히 분노했다.

### 가스가이 일가
- 가스가이 유나

사건의 피해자. 나오미의 꼬임에 넘어가 뭣도 모르고 그를 따라나섰다가 돌변한 그에게 목이 졸려 무참하게 살해당했고 공중화장실에 유기당한다.
- 가스가이 타다히코&가스가이 나츠코

유나의 부모. 없어진 딸이 주검으로 돌아온것도 모자라 화장실에 유기당하기까지 했다는걸 알고는 엄청난 충격을 받는다.

## TV 드라마
《〈신참자〉 스페셜 드라마 붉은 손가락》(일본어: 東野圭吾ミステリー 新春ドラマ特別企画 赤い指〜「新参者」加賀恭一郎再び!)라는 제목으로 2011년 1월 3일 21:00 ~ 23:24 (JST)에 TBS 계열에서 방송된 단편 TV 드라마이다. 이 드라마는 2010년 4월 ~ 6월에 일요극장에서 방송된 《신참자》의 2년 전의 이야기라는 설정이다.
선전 문구는 '평범한 가정에 일어난 이틀간의 비극.'.
본편이 끝난 뒤, 카가 쿄이치로 시리즈 9번째 작품의 제목이 '기린의 날개'가 될 것임이 발표되었다.

### 등장인물 및 출연진
- 카가 쿄이치로 - 아베 히로시

현재 니혼바시서 경부보. 이야기의 배경이 되는 2년 전에는 네리마니시서 순사부장이었다.
- 아오야마 아미 - 쿠로키 메이사

현재 잡지 '돌타운'의 기자. 2년 전에는 신인 기자였다. 쿄이치로와는 대학 시절 다도부의 선후배 사이이다.
경시청 수사 1과
- 마츠미야 슈헤이 - 미조바타 준페이

경시청 수사1과 형사. 《신참자》에서와는 달리 원작과 같이 쿄이치로를 '쿄상'이라 부르고 있다.
- 사토 - 코지마 카즈야
- 코바야시 주임 - 마츠시게 유타카

마에하라 가(家)
- 마에하라 아키오 - 스기모토 텟타
- 마에하라 야에코 - 니시다 나오미
- 마에하라 나오미 - 이즈미사와 유키
- 마에하라 政恵 - 사사키 스미에
- 오오모리 하루미 - 토미타 야스코

카스가이 가(家)
- 카스가이 타다히코 - 타키토 켄이치
- 카스가이 나츠코 - 이이누마 치에코
- 카스가이 유나 - 이시이 카호

그 외
- 카네모리 노리코 - 타나카 레나（특별출연）

타카마사 담당 간호사
- 카가 타카마사 - 야마자키 츠토무

쿄이치로의 아버지이자 슈헤이의 삼촌으로 전직 경찰관이다.
- 마츠미야 카츠코 - 미야시타 쥰코

타카마사의 여동생이자 슈헤이의 어머니이다.

### 제작진
- 원작: 히가시노 케이고 《붉은 손가락》 (고단샤)
- 각본: 사쿠라이 타케하루, 마키노 케이스케
- 기획: 나스다 아츠시
- 프로듀서: 이요다 히데노리
- 연출: 도이 노부히로
- 저작권: TBS

### 주제가
- 야마시타 타츠로 - 〈거리 이야기〉(街物語)

### 시청률
| SP                                        | 2011년 1월 3일 | 붉은 손가락〜시리즈 인기 №1 드라마화 가장 사랑하는 사람이 살인범이라면!? 카가가 풀어내는 눈물의 연쇄・가족의 유대는 | 15.4% |
| （시청률은 칸토 지구・비디오 리서치 조사) |                | |       |

### DVD
- 《붉은 손가락》 DVD-BOX (2011년 3월 30일 발매, TC 엔터테인먼트)